# Oktantal
Oktantal er et standardmål for benzin og andre brændstoffers modstand mod bankning  hvor bankefast en benzin er. Det angiver brændstoffets evne til at modstå selvantændelse under kompression. Jo højere oktantal, desto mere kompression kan brændstoffet modstå, før det antænder af sig selv i en forbrændingsmotor.

## Fordel ved højere oktantal
Nyere biler har en bankesensor og andre sensor som kan juster komprimering fra turboene i højtydende biler, det ved tilpasse forbrænding og får en fordel ved mere effektiv bliver forbrændingen af benzinen i motoren.
Det anbefales at følge bilproducenters anvisning for brændstof.

## Indhold i benzin
Benzin består af en blanding af kulbrinter med alt fra 4 til 12 kulstof-atomer i hvert molekyle, så for at finde dens oktantal sammenligner man dens banknings-egenskaber med en blanding af 2,2,4-trimetylpentan (forgrenet C8 kulbrinte, også kaldet isooktan, en kemisk forbindelse med otte kulstofatomer og pr. definition oktantal 100) og n-heptan (lineær uforgrenet C7 kulbrinte med defineret oktantal 0) som er to "typiske" bestanddele i benzin: En benzin der "måles" til 92 oktan efter det såkaldte Research Octane Number (forkortet RON), vil således have samme tilbøjelighed til at banke som en blanding af 92% (iso)oktan og 8% n-heptan. Jo større andel af forgrenede alkaner i benzinen, jo højere oktantal. RON-oktantal er de tal, vi kender fra benzinstanderne på tankstationer i Europa.

## MON
Et andet "mål" for oktantal, Motor Octane Number eller MON, undersøger benzinens egenskaber i en motor, der trækker en vis belastning: Det giver et oktantal, der er omtrent 10 procentpoint lavere end samme benzins oktantal efter RON-systemet.[kilde mangler]
I USA og visse andre lande opererer man med et tredje system, roaD Octane Number eller DON (også kaldet Anti-Knock Index, AKI): Dette oktantal er ganske enkelt gennemsnittet mellem oktantallene ifølge RON- og MON-systemerne.
Der findes andre stoffer, der er mindre tilbøjelige til at banke end den oktanforbindelse, der danner grundlag for oktantallet, og det er forklaringen på, at benzin til motorvæddeløb og flymotorer kan have oktantal på langt over 110.[kilde mangler]